# Anna Mahler
Anna Justine Mahler (Wenen, 15 juni 1904 – Hampstead, 3 juni 1988) was een Oostenrijks beeldhouwster.

## Vroege leven
Anna Mahler werd geboren in Oostenrijk en was het tweede kind van de beroemde componist Gustav Mahler en zijn vrouw Alma Mahler. Haar bijnaam was 'Gucki', omdat ze grote, blauwe ogen had. In haar kindertijd kreeg ze onder andere te maken met de dood van haar oudere zus Maria, die leefde van 1902 tot 1907 en stierf aan roodvonk toen Anna twee jaar oud was en met die van haar vader, die overleed toen ze zes jaar oud was. Haar moeder Alma hertrouwde met de Duitse architect Walter Gropius, en had later een relatie met de Oostenrijkse expressionistische schilder Oskar Kokoschka. Uit Alma Mahlers tweede huwelijk met Gropius werd haar halfzus Manon Gropius geboren.
In Anna Mahlers vroege leven ontmoette zij vele vrienden van haar moeder, veelal belangrijke artistieke personen in de muziek, de beeldende kunst en de literatuur. Omdat zij de dochter van een beroemde en gevierde componist en dirigent was, werd verwacht dat een muzikale carrière in het verschiet lag, maar ze koos niettemin zelf voor de beeldende kunst.

## Persoonlijk leven
Op 16-jarige leeftijd trouwde Anna Mahler met de jonge dirigent Rupert Koller, op 2 november 1920. Na enkele maanden waren zij echter alweer gescheiden. Kort daarna verhuisde Anna naar Berlijn om een kunstzinnige studie te gaan doen. Aldaar werd ze verliefd op componist Ernst Křenek, aan wie Alma Mahler later zou vragen om te werken aan Mahlers schetsen van zijn niet voltooide Tiende symfonie. Anna en Ernst trouwden op 15 januari 1924, maar ook dat huwelijk duurde niet lang; Anna verliet hem in november van hetzelfde jaar. Later, op 2 december 1929 zou ze trouwen met uitgever Paul Zsolnay, met wie ze een dochter kreeg, Alma (4 augustus 1930 - 15 november 2010). Ook dit derde huwelijk hield echter geen stand en in 1934 scheidden de twee.
In april 1939 woonde Anna in Hampstead in Londen, waar ze leerlingen zocht nadat ze voor het nazisme was gevlucht. Op 3 maart 1943 trouwde ze daar met dirigent Anatole Fistoulari met wie ze ook een dochter kreeg, genaamd Marina (1 augustus 1943). Na de Tweede Wereldoorlog woonde Anna een tijd in Californië. Ze woonde toen al apart van Fistoulari en het huwelijk werd rond 1956 officieel ontbonden.
Hierna trouwde Anna met haar vijfde man, genaamd Albrecht Joseph (1901–1991). Joseph was werkzaam in Hollywood als (onder andere) scenarioschrijver. Nadat haar moeder in 1964 overleed keerde Anna (nu volledig financieel onafhankelijk) terug naar Londen voor ze naar het Italiaanse Spoleto verhuisde in 1969. Daar is ze voor de laatste keer getrouwd, maar ook dit huwelijk werd later ontbonden.
Mahler overleed in 1988 in Hampstead, terwijl ze op visite was bij haar dochter Marina. Ze is begraven op Highgate Cemetery.

## Artistieke carrière
Mahlers blootstelling aan de beeldende kunst begon al op jonge leeftijd, toen ze op bezoek ging bij het atelier van Oskar Kokoschka. Tevens was ze een model voor haar schoonmoeder, schilder Broncia Koller-Pinell. Na haar eerste scheiding studeerde Anna (schilder)kunst in Berlijn, Rome en Parijs in de jaren 20. Toen ze 26 jaar oud was, kwam ze erachter dat beeldhouwen het medium was waarin haar creativiteit het beste tot uiting kwam. Ze had in Wenen les gehad van Fritz Wotruba en vestigde zich aldaar. Ze kreeg de Parijse Grand Prix in 1937.
Naast haar beeldhouwwerk in steen, produceerde Anna Mahler ook bronzen bustes van muzikale grootheden van de 20e eeuw, waaronder Arnold Schönberg, Alban Berg, Artur Schnabel, Otto Klemperer en Bruno Walter.
- Bibliothèque nationale de France: cb12805156x (data)
- Gemeinsame Normdatei: 118576283
- International Standard Name Identifier: 0000 0000 6652 6831
- Library of Congress Control Number: n50037874
- MusicBrainz: b7bbf9b6-2fb0-4339-bcb9-d843399d24c5
- Nationale Bibliotheek van Tsjechië: xx0035704
- Nationale Bibliotheek van Israël: 987007449610105171
- Nationale Bibliotheek van Polen: a0000003303669
- Nederlandse Thesaurus van Auteursnamen: 06999630X
- Réseau des bibliothèques de Suisse occidentale: 02-A024344988
- RKD-Nederlands Instituut voor Kunstgeschiedenis: 226051
- Système universitaire de documentation: 071086730
- Union List of Artist Names: 500067457
- Virtual International Authority File: 76442361
- WorldCat: E39PBJpYBRKYr67RKH6VKG46rq